# Bahinia pondaungensis
Bahinia pondaungensis és una espècie fòssil de primat antropoide que visqué fa aproximadament 40 Ma. Fou descoberta el 1999 a la formació de Pondaung (Myanmar) per l'investigador francès Jean-Jacques Jaeger. És més arcaic que els «pondàungids» que visqueren a la mateixa època; la seva dentadura evoca més aviat un fòssil de fa aproximadament 57 milions d'anys. Hauria format part de la família dels eosímids, una de les més antigues del clade dels antropoïdeus. L'origen d'aquest clade que acabaria duient als humans se situaria doncs a Àsia i podria remuntar-se a fa 55 milions d'anys.